# Teaming
En informatique, le teaming (terme anglais qui pourrait se traduire par équipe ou couplage) sert à faire travailler alternativement 2 ports (Ethernet par exemple) ou plus pour permettre une redondance réseau par bascule en cas de rupture d'un lien physique.
Le teaming est géré au niveau pilote de carte réseau d'une machine, ou au niveau d'une couche intermédiaire entre pilote et pile IP (dans le cas d'un environnement IP), qui assure en particulier au niveau IP la correspondance entre une adresse IP locale de la machine et l'adresse MAC d'une seule des 2 cartes réseau de l'équipement. 
L'événement générant la bascule entre deux liens physiques est la perte de la porteuse sur le lien précédemment actif.
Le teaming se distingue d'une agrégation de liens, pour lequel un protocole logique spécifique entre deux systèmes interconnectés (un système terminal et un commutateur réseau, ou bien deux systèmes terminaux entre eux par exemple) permet de fusionner logiquement plusieurs ports réseau en un seul tuyau plus grand (Avec 2 ports 1 Gbit, on obtient schématiquement l'équivalent d'un port 2 Gbit).